# Apeadeiro de Aguda

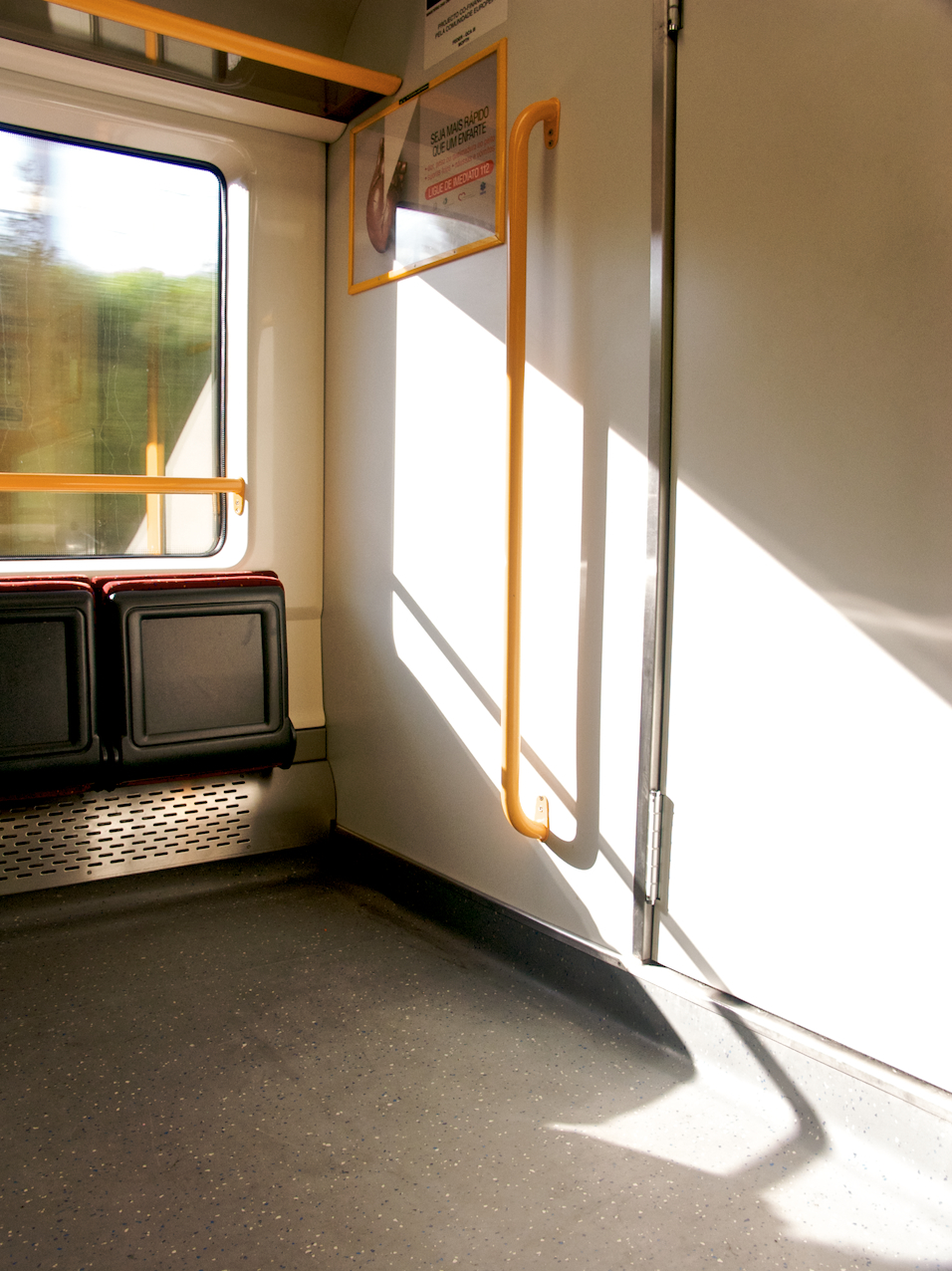
Interior de automotora elétrica 3400 circulando junto à Aguda, em 2008.

O Apeadeiro de Aguda, anteriormente denominado de Arcozelo (nome anteriormente grafado como "Arcozello"), é uma gare da Linha do Norte, que serve a vila de Arcozelo e a zona da Praia da Aguda, no concelho de Vila Nova de Gaia, em Portugal.

## Descrição

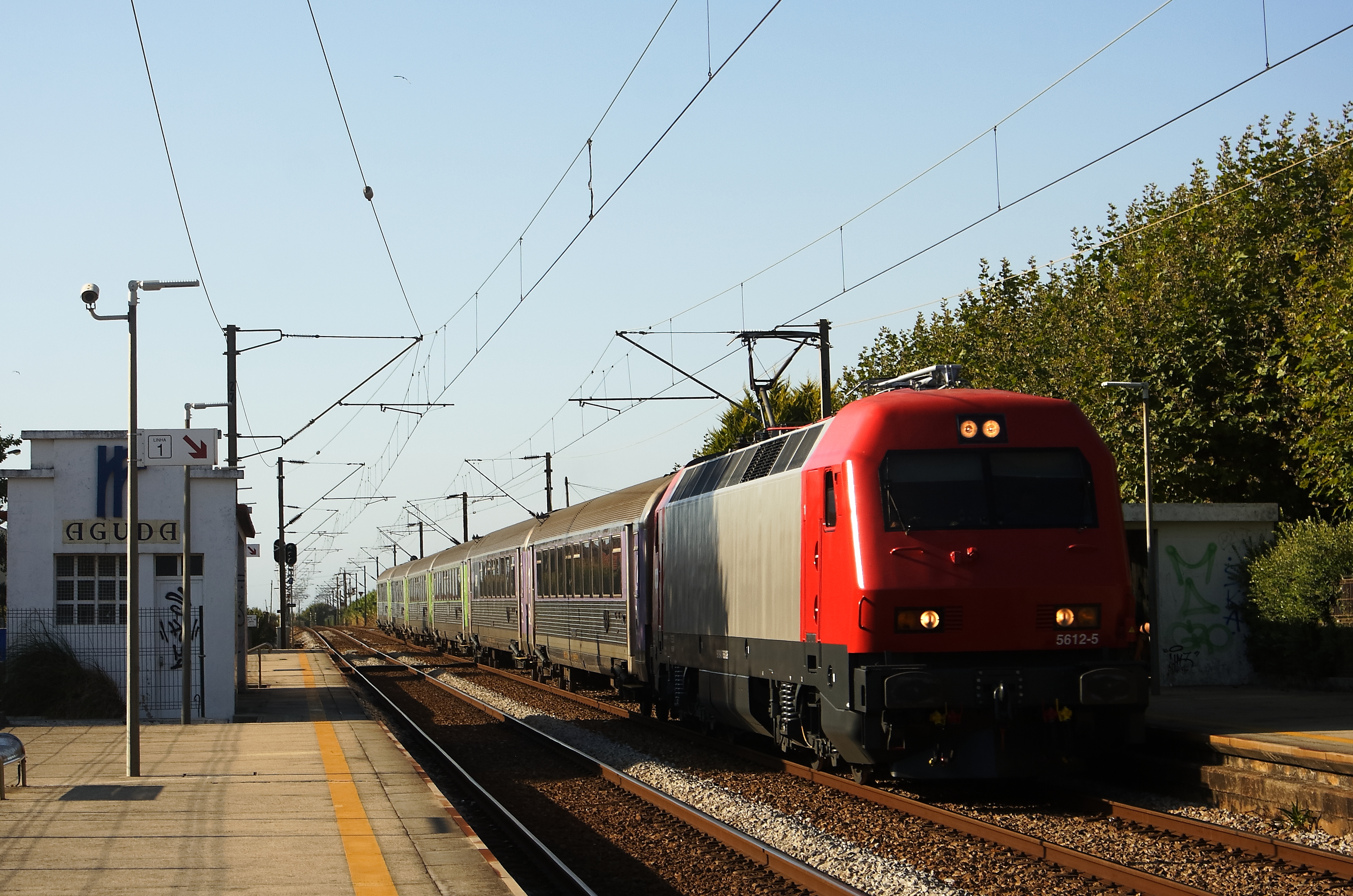
Intercidades passando sem paragem na Aguda, em 2021.

### Localização e acessos
Este apeadeiro localiza-se na freguesia de Arcozelo do concelho de Vila Nova de Gaia; situa-se no limite nascente da urbanização balnear nominal, entre as praias da Aguda e da Areia Branca, com acesso pela Avenida Sacadura Cabral; dista cerca de quilómetro e meio do centro (Chãos Velhos) da antiga localidade nominal.

### Infraestrutura
Como apeadeiro numa linha de via dupla, esta interface apresenta-se nas duas vias de circulação (I e II) cada uma acessível por plataforma — ambas com de 150 m de comprimento e 90 cm de altura.
Situa-se junto a esta interface, ao PK 322+500, a zona neutra de Aguda que isola os troços da rede alimentados respetivamente pelas subestações de tração de Salreu e de Travagem.

### Serviços
Em dados de 2023, esta interface é servida por comboios de passageiros da C.P. de tipo urbano no serviço “Linha do Aveiro”, tipicamente com 31 circulações diárias em cada sentido entre Porto - São Bento ou Porto-Campanhã e Aveiro ou Ovar; passam sem parar nesta interface 40 circulações diárias do mesmo serviço.

## História
Originalmente, o traçado planeado da Linha do Norte passava perto da Capela do Senhor da Pedra, seguindo junto à costa, mas o projecto foi modificado em 1861, fazendo-o transitar pelo interior, mais próximo de Arcozelo e outras localidades da zona.

Situa-se no troço entre Vila Nova de Gaia e Estarreja da Linha do Norte, que foi inaugurado pela Companhia Real dos Caminhos de Ferro Portugueses no dia 8 de Julho de 1863.

## Leitura recomendada
- QUEIRÓS, Amílcar (1976). Os Primeiros Caminhos de Ferro de Portugal: As Linhas Férreas do Leste e do Norte. Coimbra: Coimbra Editora. 45 páginas
- SALGUEIRO, Ângela (2008). A Companhia Real dos Caminhos de Ferro Portugueses: 1859-1891. Lisboa: Universidade Nova de Lisboa. 145 páginas